# Basketball Club Žalgiris 1998-1999
Questa voce raccoglie le informazioni riguardanti il Basketball Club Žalgiris nelle competizioni ufficiali della stagione 1998-1999.

## Stagione
La stagione 1998-1999 del Basketball Club Žalgiris è la 6ª nel massimo campionato lituano di pallacanestro, la Lietuvos krepšinio lyga.

## Roster
Aggiornato al 14 luglio 2020.
| Žalgiris Kaunas 1998-99 | Žalgiris Kaunas 1998-99 |
| Giocatori               | Staff tecnico           |
| ----------------------- | ----------------------- |

| N. | Naz.                   | Ruolo | Nome                   | Anno | Alt.   | Peso   |  |
| -- | ---------------------- | ----- | ---------------------- | ---- | ------ | ------ |  |
| 4  | Stati Uniti (bandiera) | P     | Tyus Edney             | 1973 | 178 cm | 78 kg  |  |
| 5  | Lituania (bandiera)    | AP    | Mindaugas Žukauskas    | 1975 | 202 cm | 98 kg  |  |
| 6  | Lituania (bandiera)    | P     | Giedrius Gustas        | 1980 | 190 cm | 84 kg  |  |
| 7  | Lituania (bandiera)    | AP    | Saulius Štombergas     | 1973 | 202 cm | 98 kg  |  |
| 8  | Lituania (bandiera)    | A     | Marius Bašinskas       | 1981 | 198 cm | 95 kg  |  |
| 8  | Rep. Ceca (bandiera)   | C     | Jiří Zídek             | 1973 | 210 cm | 110 kg |  |
| 9  | Lituania (bandiera)    | C     | Eurelijus Žukauskas    | 1973 | 216 cm | 116 kg |  |
| 10 | Lituania (bandiera)    | AP    | Dainius Adomaitis      | 1974 | 194 cm | 96 kg  |  |
| 12 | Lituania (bandiera)    | AG    | Tomas Masiulis         | 1975 | 204 cm | 104 kg |  |
| 13 | Lituania (bandiera)    | G     | Darius Maskoliūnas (C) | 1971 | 195 cm | 90 kg  |  |
| 14 | Stati Uniti (bandiera) | G     | Anthony Bowie          | 1963 | 198 cm | 86 kg  |  |
| 15 | Lituania (bandiera)    | AG    | Kęstutis Šeštokas      | 1976 | 202 cm | 101 kg |  |

| Allenatore                                                     |
| - Jonas Kazlauskas                                             |
| Assistente/i                                                   |
| - Nessuno Legenda - (C) Capitano - (IN) Inattivo - Infortunato |

## Mercato

### Sessione estiva
| Acquisti | Acquisti      | Acquisti         | Acquisti   | Acquisti |
| R.a      | Nome          | da               | Modalità   |          |
| -------- | ------------- | ---------------- | ---------- | -------- |
| G        | Anthony Bowie | N.Y. Knicks      | definitivo |          |
| C        | Jiří Zídek    | Seattle S.Sonics | definitivo |          |
| P        | Tyus Edney    | Boston Celtics   | definitivo |          |

| Cessioni | Cessioni         | Cessioni    | Cessioni       | Cessioni |
| R.       | Nome             | a           | Modalità       |          |
| -------- | ---------------- | ----------- | -------------- | -------- |
| G        | Darius Sirtautas | Pezinok     | fine contratto |          |
| P        | Ennis Whatley    |             | ritirato       |          |
| P        | Tauras Stumbrys  | Atomerőmű   | fine contratto |          |
| C        | Franjo Arapović  | Antalya BŞB | fine contratto |          |